# 绵世股份
北京绵世投资集团股份有限公司 （深交所：000609）是中国深圳证券交易所的一家上市公司，主营业务范围为房地产开发与经营业。
2011年，该公司主营业务收入为7907610.84元，公司净利润为165212940.82元，公司总资产为1444527237.49元。